# Allen Kelley
Earl Allen Kelley (Dearing, Georgia, 24. prosinca 1932.) umirovljeni je američki profesionalni košarkaš. Igrao je na poziciji razigravača, a izabran je u 7. krugu NBA drafta 1954. od strane Milwaukee Bucksa, ali nikada nije zaigrao u NBA ligi. S američkom reprezentacijom osvojio je zlatnu medalju na Olimpijskim igrama u Rimu 1960. godine.

## Vanjske poveznice
- Profil[neaktivna poveznica] na Basketpedya.com
- Profil  Arhivirana inačica izvorne stranice od 2. veljače 2011. (Wayback Machine) na Sports-Reference.com